# فلورانس (اورگن)
فلورانس (به انگلیسی: Florence) شهری در شهرستان لین ایالت اورگن است و در سرشماری سال ۲۰۱۱ میلادی، ۸٬۴۶۶ نفر جمعیت داشته که نسبت به سال ۲۰۱۰، ۰٫۰۵ درصد رشد جمعیت داشته‌است.

## موقعیت جغرافیایی
موقعیت جغرافیایی شهرها و مناطق اطراف به شرح زیر است: